# Saguache County
Saguache County är ett administrativt område i delstaten Colorado, USA, med 6 108 invånare. Den administrativa huvudorten (county seat) är Saguache. 
Great Sand Dunes nationalpark ligger i countyt. 

## Geografi
Enligt United States Census Bureau så har countyt en total area på 8 211 km². 8 206 km² av den arean är land och 5 km² är vatten.

### Angränsande countyn
- Chaffee County, Colorado - nord
- Fremont County, Colorado - nordöst
- Custer County, Colorado - öst
- Huerfano County, Colorado - sydöst
- Rio Grande County, Colorado - syd
- Alamosa County, Colorado - syd
- Mineral County, Colorado - sydväst
- Hinsdale County, Colorado - sydväst
- Gunnison County, Colorado - nordväst